# Sporonema hiemale
Sporonema hiemale är en svampart som beskrevs av Desm. 1851. Sporonema hiemale ingår i släktet Sporonema och familjen Helotiaceae.   Inga underarter finns listade i Catalogue of Life.